# Antelope County
Das Antelope County ist ein County im US-Bundesstaat Nebraska. Der Verwaltungssitz (County Seat) ist Neligh, das nach John D. Neligh, einem frühen Siedler, benannt wurde.

## Geographie
Das County liegt im Nordosten von Nebraska, ist im Norden etwa 40 km von South Dakota entfernt und hat eine Fläche von 2223 Quadratkilometern, wovon 4 Quadratkilometer Wasserfläche sind. Es grenzt an folgende Countys:
| Holt County    | Knox County  |                |
|                |              | Pierce County  |
| Wheeler County | Boone County | Madison County |

## Geschichte
Das Antelope County wurde 1871 gebildet.
Zwölf Bauwerke und Stätten des Countys sind im National Register of Historic Places eingetragen (Stand 9. Februar 2018).
Beispielhafte Bauwerke aus dem National Register of Historic Places:

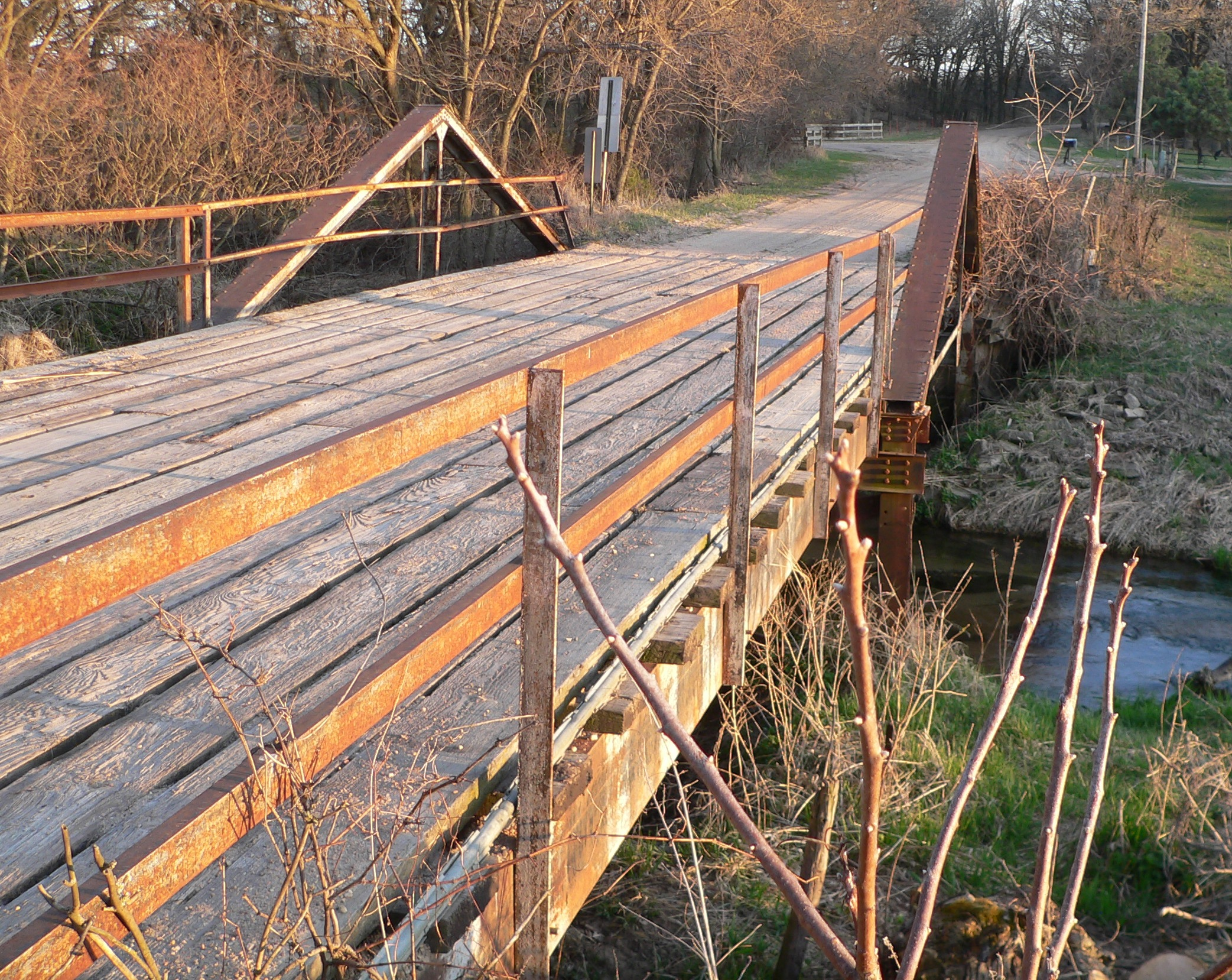
Verdigris Creek Bridge
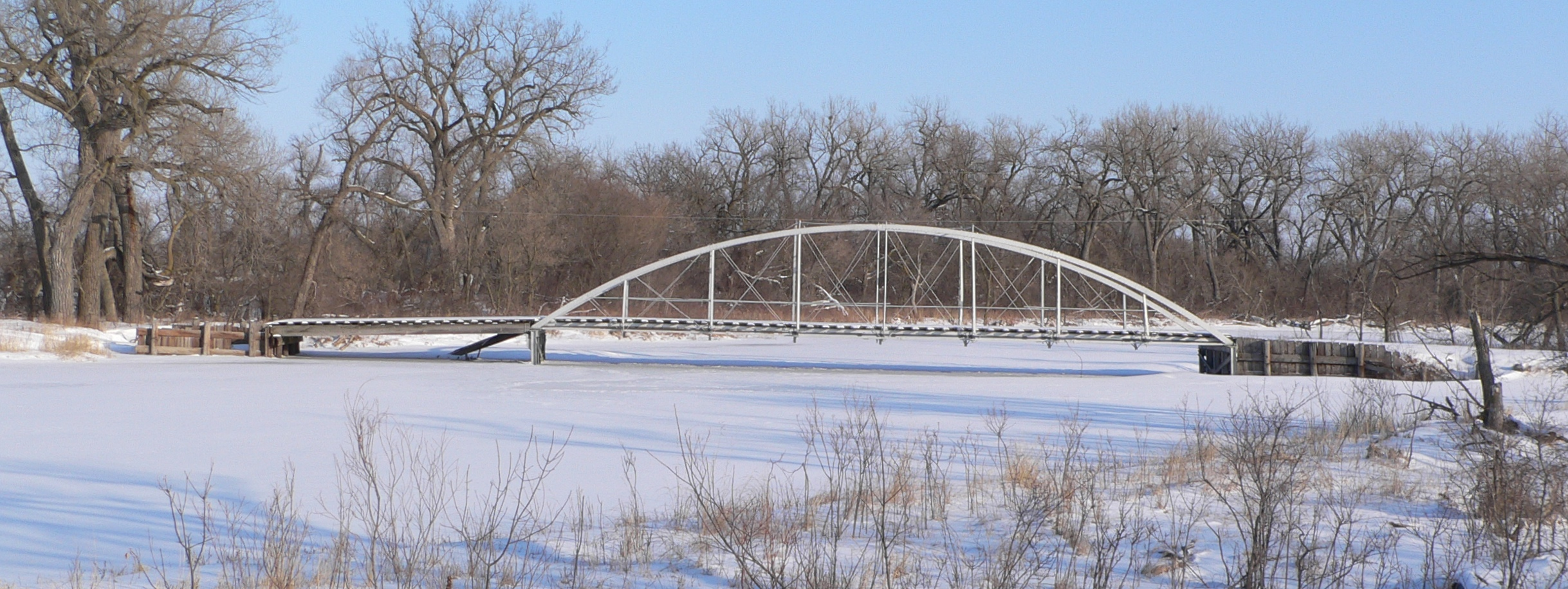
Old Elkhorn River Bridge
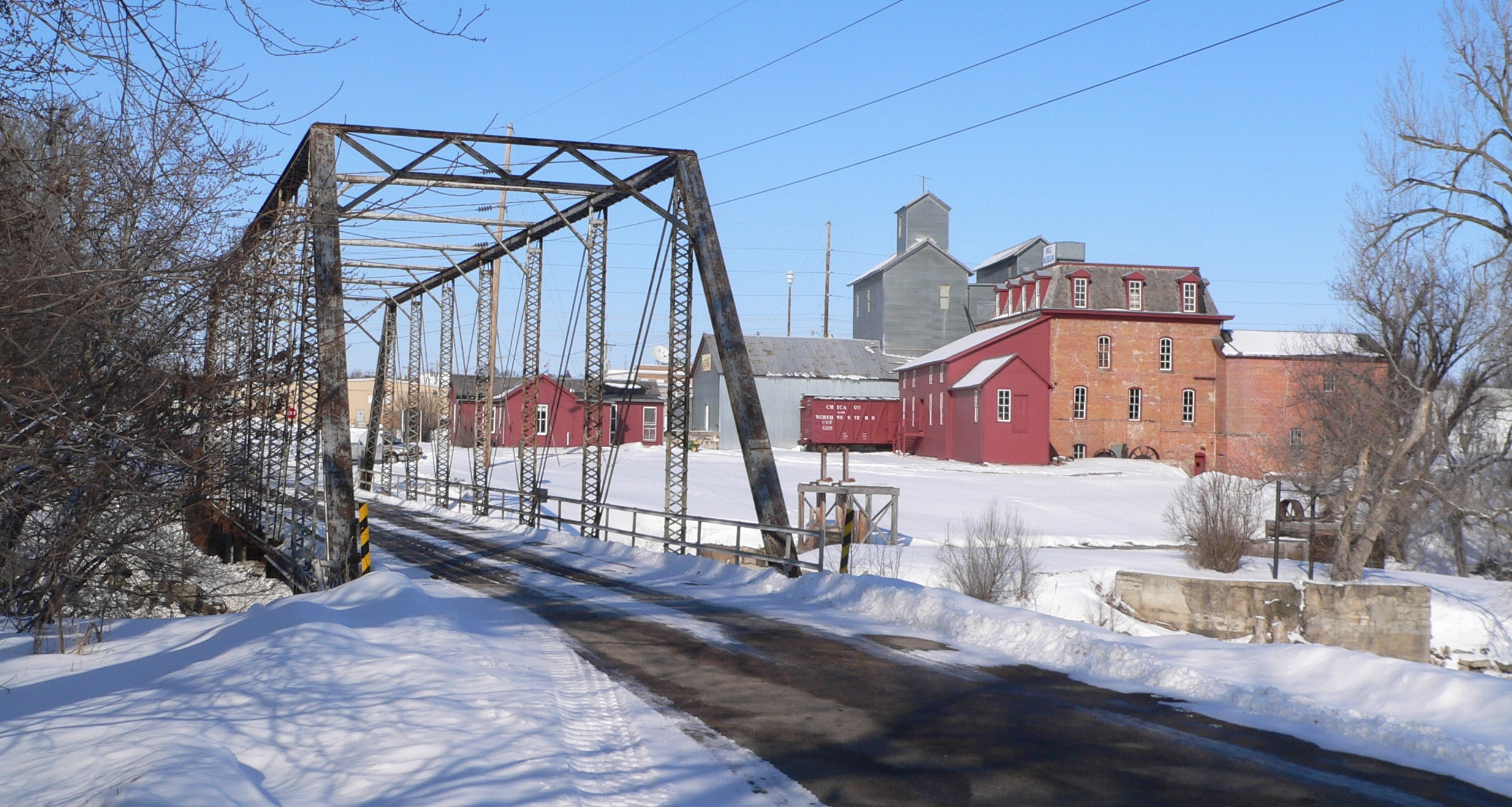
Neligh Mill Bridge

## Demografische Daten
Nach der Volkszählung im Jahr 2000 lebten im Antelope County 7452 Menschen in 2953 Haushalten und 2073 Familien. Die Bevölkerungsdichte betrug 3 Einwohner pro Quadratkilometer. Ethnisch betrachtet setzte sich die Bevölkerung zusammen aus 98,82 Prozent Weißen, 0,05 Prozent Afroamerikanern, 0,31 Prozent amerikanischen Ureinwohnern, 0,05 Prozent Asiaten und 0,28 Prozent aus anderen ethnischen Gruppen; 0,48 Prozent stammten von zwei oder mehr Ethnien ab. 0,70 Prozent der Bevölkerung waren spanischer oder lateinamerikanischer Abstammung, die verschiedenen der genannten Gruppen angehörten.
Von den 2953 Haushalten hatten 32,2 Prozent Kinder und Jugendliche unter 18 Jahre, die bei ihnen lebten. 62,5 Prozent waren verheiratete, zusammenlebende Paare, 5,5 Prozent waren allein erziehende Mütter, 29,8 Prozent waren keine Familien, 27,8 Prozent waren Singlehaushalte und in 16,2 Prozent lebten Menschen im Alter von 65 Jahren oder darüber. Die Durchschnittshaushaltsgröße lag bei 2,49 und die durchschnittliche Familiengröße bei 3,05 Personen.
Auf das gesamte County bezogen setzte sich die Bevölkerung zusammen aus 27,5 Prozent Einwohnern unter 18 Jahren, 6,2 Prozent zwischen 18 und 24 Jahren, 23,3 Prozent zwischen 25 und 44 Jahren, 23,2 Prozent zwischen 45 und 64 Jahren und 19,9 Prozent waren 65 Jahre alt oder darüber. Das Durchschnittsalter betrug 41 Jahre. Auf 100 weibliche kamen statistisch 96,8 männliche Personen. Auf 100 Frauen im Alter von 18 Jahren oder darüber kamen statistisch 94,3 Männer.

Das jährliche Durchschnittseinkommen eines Haushalts betrug 30.114 USD, das Durchschnittseinkommen der Familien betrug 36.240 USD. Männer hatten ein Durchschnittseinkommen von 26.288 USD, Frauen 16.926 USD. Das Prokopfeinkommen betrug 14.601 USD. 10,3 Prozent der Familien und 13,6 Prozent der Bevölkerung lebten unterhalb der Armutsgrenze. Davon waren 17,2 Prozent Kinder oder Jugendliche unter 18 Jahre und 11,9 Prozent waren Menschen über 65 Jahre.

## Städte und Gemeinden
Die größte Ortschaft im County ist Neligh mit 1651 Einwohnern (2000). Es folgen Tilden mit 1.078 Einwohnern und Elgin (735). Weitere Ortschaften sind Brunswick (179), Clearwater (384), Oakdale (345), Orchard (391) und Royal (75).
| Citys - Elgin - Neligh - Tilden1 | Villages - Brunswick - Clearwater - Oakdale | 0 - Orchard - Royal |

1 – teilweise im Madison County

Townships
- Bazile Township
- Blaine Township
- Burnett Township
- Cedar Township
- Clearwater Township
- Crawford Township
- Custer Township
- Eden Township
- Elgin Township
- Ellsworth Township
- Elm Township
- Frenchtown Township
- Garfield Township
- Grant Township
- Lincoln Township
- Logan Township
- Neligh Township
- Oakdale Township
- Ord Township
- Royal Township
- Sherman Township
- Stanton Township
- Verdigris Township
- Willow Township